# Кой иска да бъде милионер?
„Кой иска да бъде милионер?“ (на английски: Who Wants to Be a Millionaire, WWTBAM) е международна телевизионна игра от Великобритания, създадена от Дейвид Бригс, Майк Уайтхил и Стивън Найт.
В своя формат, който понастоящем е собственост на Sony Pictures Television, състезателите се справят с поредица от въпроси, за да спечелят големи парични награди във формат, който е типичен за повечето куиз игри по света – само един състезател играе наведнъж; състезателите получават въпроса, след което се опитат да отговорят, и нямат времеви лимит за това; а предлаганата сума се увеличава, тъй като те се справят с въпроси, които стават все по-трудни. Максималната парична награда, предлагана в повечето версии на формата, е един милион от местната валута. Оригиналната британска версия дебютира на 4 септември 1998 г. по телевизия ITV и приключва 11 февруари 2014 г., като от 5 до 11 май 2018 г. е „възродена“ с нови 7 епизода, по повод 20-годишнината ѝ. От началото си, версии на играта са създадени в около 160 страни по света.

## История
Шоуто започва излъчването си на 4 септември 1998 г. в Англия и бързо се превръща в едно от най-гледаните телевизионни предавания. Малко по-късно форматът е закупен и в редица други страни, сред които САЩ, Русия, Германия, Австралия, Гърция. Навсякъде по света шоуто „Кой иска да бъде милионер?“ добива широка популярност.
Играта „Стани богат“ е показана във филма на режисьора Дани Бойл „Беднякът милионер“, където на стола на богатството сяда сиракът Джамал Малик от Мумбай, който успява да отговори на всички въпроси в играта.

## Правила
Продуцентите на играта са я създали така, че навсякъде тя да бъде еднаква. Запазване на дизайна на студиото и музиката към шоуто са задължителни. Правилата също са еднакви: в началото на всяко предаване, в студиото са поканени 10 души от цялата страна, които се състезават помежду си в предварителен кръг, наречен „Най-бързият печели“ – за 20 секунди участниците трябва да подредят четирите отговора по ред, зададен в самия въпрос. Най-бързият от тях сяда на стола и водещият започва да му задава 15 въпроса. При верен отговор на всичките, играчът печели голяма сума пари. След 5 и 10 въпрос участникът печели т.нар. „сигурни суми“ – т.е. дори при грешен отговор по-нататък, той прибира тази сума. При затруднения играчът може да ползва някой от трите жокера – „50:50“ (два грешни от общо четирите отговора отпадат), „Обади се на приятел“ (участникът има на разположение 30 секунди разговор по телефона със свой близък или приятел), „Помощ от публиката“ (публиката в студиото гласува чрез специални устройства кой от отговорите е верен). В САЩ има и четвърти жокер: „X2“ (по две) – играчът има право да посочи два отговора и ако един от тях е верен, продължава напред. Много често този жокер се използва след „50:50“, което гарантира на участника, че ще продължи напред, макар и с цената на два жокера.
Ако играчът прецени, че не може да отговори на въпроса, той може да прекрати участието си, вземайки сумата, която съответства на последния вярно отговорен въпрос.